# Zurmi
Zurmi ist eine Ortschaft und eine Parroquia rural („ländliches Kirchspiel“) im Kanton Nangaritza der ecuadorianischen Provinz Zamora Chinchipe. Verwaltungssitz ist die gleichnamige Ortschaft. Die Parroquia besitzt eine Fläche von 917,9 km². Die Einwohnerzahl lag im Jahr 2010 bei 2004, im Jahr 2015 bei 2086. Die Parroquia wurde am 24. September 1993 gegründet.

## Lage
Die Parroquia Zurmi liegt in der Cordillera del Cóndor im Südosten von Ecuador. Der Hauptort liegt auf einer Höhe von 900 m, 6 km südlich des Kantonshauptortes Guayzimi knapp 2 km westlich vom Flusslauf des Río Nangaritza. Der Oberlauf des Río Nangaritza verläuft entlang der südlichen Verwaltungsgrenze. Das Areal liegt in Höhen zwischen 850 m und 1850 m. Eine Nebenstraße führt unweit des westlichen Flussufers des Río Nangaritza von Guayzimi über Zurmi nach Nuevo Paraíso.
Die Parroquia Zurmi grenzt im Norden an die Parroquia Guayzimi, im Nordosten an die Parroquia Nankais, im Osten an Peru, im Süden und im Südwesten an die Parroquia Nuevo Paraíso sowie im Nordwesten an Zamora und an die Parroquia San Carlos de las Minas (beide im Kanton Zamora).

## Orte und Siedlungen
In der Parroquia gibt es folgende Barrios: Casco Urbano de Zurmi, Geranios, La Wantza, Nayumbi, Orquídeas, Sumak Yaku, Miazi, Shaimi, Domingo Sabio, Napints, Mariposa, Chumpias, San Miguel de Chimbiriatza, Shamataka, Shakay, San Carlos, Nuevo San Lucas und Lagunas.

## Ökologie
Der südwestliche Teil der Parroquia gehört zum Nationalpark Podocarpus. Der restliche Teil liegt fast vollständig innerhalb des Schutzgebietes Bosque Protector Alto Nangaritza. Das Gebiet ist für seine hohe Biodiversität bekannt.